# SBK Records
SBK Records était un label créé en 1989 par Stephen Swid, Martin Bandier et Charles Koppelman. La distribution était assurée par Capitol. La compagnie a été rachetée par EMI en 1994.